# Вігго Мортенсен
Ві́гго (Віґґо) Пітер Мо́ртенсен-молодший (англ. Viggo Peter Mortensen Jr., англ. [ˈviːɡoʊ ˈmɔːrtənsən] / дан. [ˈviko ˈmɒːtn̩sn̩]; нар. 20 жовтня 1958, Нью-Йорк, США) — американський актор театру й кіно данського походження, найбільш відомий своєю роллю Араґорна в кінотрилогії «Володар перснів», екранізації романів англійського письменника Джона Роналда Руела Толкіна. Тричі номінант на премію «Оскар» (2008, 2017, 2019).

## Біографія
Народився 20 жовтня 1958 року в Нью-Йорку. Мати Ґрейс Ґембл (уроджена Аткінсон), була американкою (померла 2019 р.), а батько, Віґґо Петер Мортенсен старший — данцем (помер 2017 р.); вони зустрілися в Норвегії. Дід актора по материнській лінії походив із Нової Шотландії (Канада), а сім'я його бабусі по материнській лінії була з Нової Англії (США). Родина переїхала до Венесуели, відтак до Данії, і згодом оселилася в Аргентині у провінціях Кордова, Чако й Буенос-Айрес, де він ходив у школу, а батько керував птахофермами та ранчо. Перші десять років життя Віґґо провів у Південній Америці, але в 1969, після розлучення батьків, мати знову повернулася у США. Від батька він успадкував любов до подорожей і хист до мов (говорить іспанською, може порозумітися данською, норвезькою, французькою, італійською).
У школі Віґґо грав у теніс і був капітаном шкільної команди з плавання. У 1980 році він закінчив Університет св. Лоуренса, здобувши науковий ступінь з управління та з іспанської мови. Переїхав у Данію до родичів, але, перепробувавши багато професій, у 1982 році повернувся у США з наміром стати актором. Упродовж двох років відвідував школу акторської майстерності Воррена Робертсона.
Перші десять років акторської кар'єри Мортенсена не можна назвати особливо вдалими, Віґґо рідко з'являвся в касових стрічках, віддаючи перевагу незалежним проєктам, які не приносили ані відомості, ані прибутків.

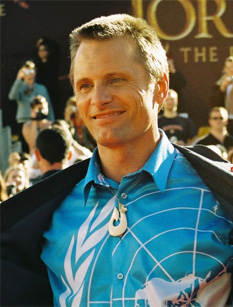
На прем'єрі «Володар Перснів: Повернення короля», 2003 рік

Поступово Віґґо Мортенсен набув слави актора, що підходить на ролі лиходіїв і занепалих типів, однак самого актора це анітрохи не бентежило, у роботі для нього завжди мали значення три речі: точність у зображенні персонажа, новий досвід і задоволення від самого процесу знімання. До найменшої ролі Мортенсен ставиться серйозно, практично розчиняючись у своєму персонажі. Так, наприклад, для фільму «Ідеальне вбивство» він написав усі картини й жив на горищі, орендованому для зйомок.
Поступово почав зніматися в комерційних проєктах, які принесли акторові популярність. Такі стрічки, як «Денне світло», «Пророцтво» і «Багряний приплив» зробили Мортенсена впізнаваним, на нього звернули увагу критики. Переломним у його кар'єрі став фільм Рідлі Скотта «Солдат Джейн».
Наприкінці 1990-х кінокар'єра Мортенсена невпинно йшла вгору. До того ж Денніс Гоппер допоміг йому організувати власну фотовиставку, а слідом за нею була й перша художня виставка. Віґґо Мортенсен багато часу приділяє живопису, перетворивши свій будинок на художню студію.
Актор Стюард Таунсенд, запрошений на роль Араґорна у трилогії «Володар перснів», покинув знімальний майданчик і Пітер Джексон зателефонував Мортенсену з пропозицією замінити вибулого. Порадившись із сином (адже у випадку згоди їм потрібно було провести нарізно майже рік), Віґґо прийняв пропозицію.

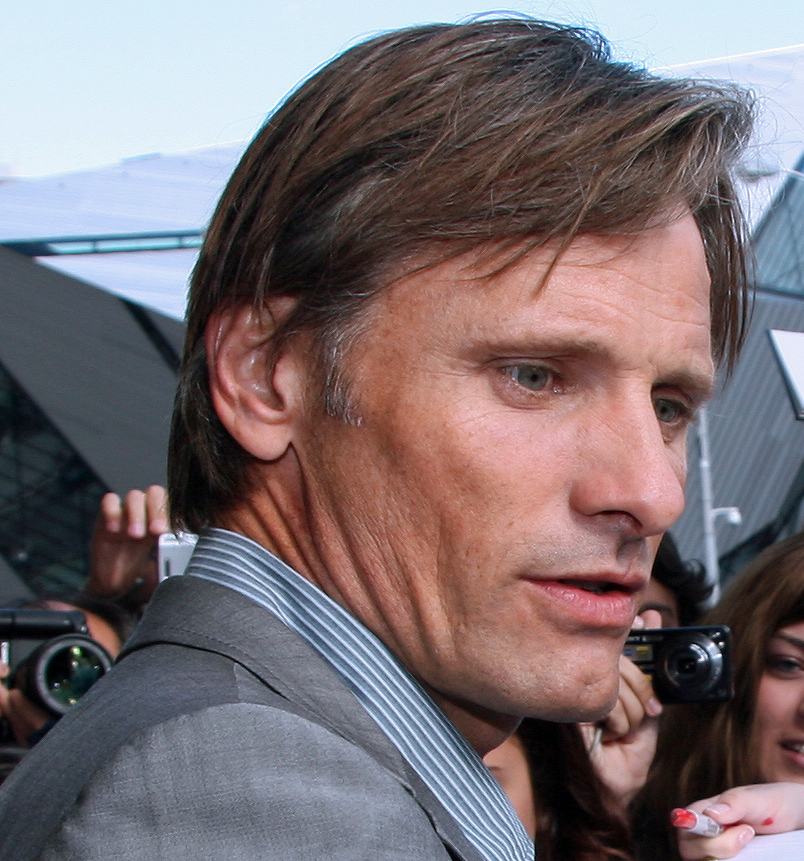
На Міжнародному кінофестивалі у Торонто, 2008 рік

У 2020 році дебютував як режисер у сімейній драмі «Падіння» (англ. Falling). Він також зіграв роль головного героя-гея, на чиїх стосунках із батьком і заснований сюжет цього фільму.

## Особисте життя

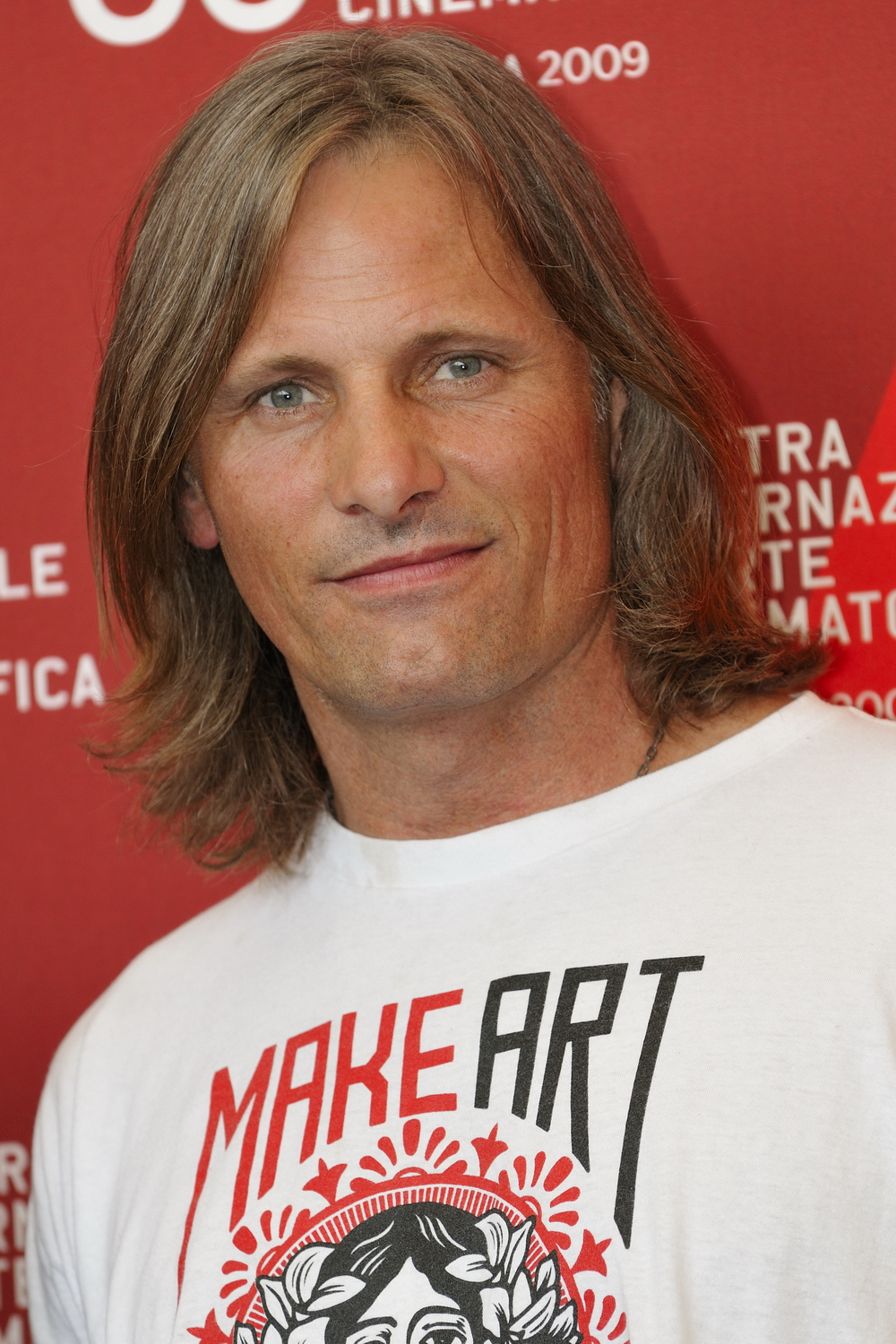
На Венеційському кінофестивалі, 2009 рік

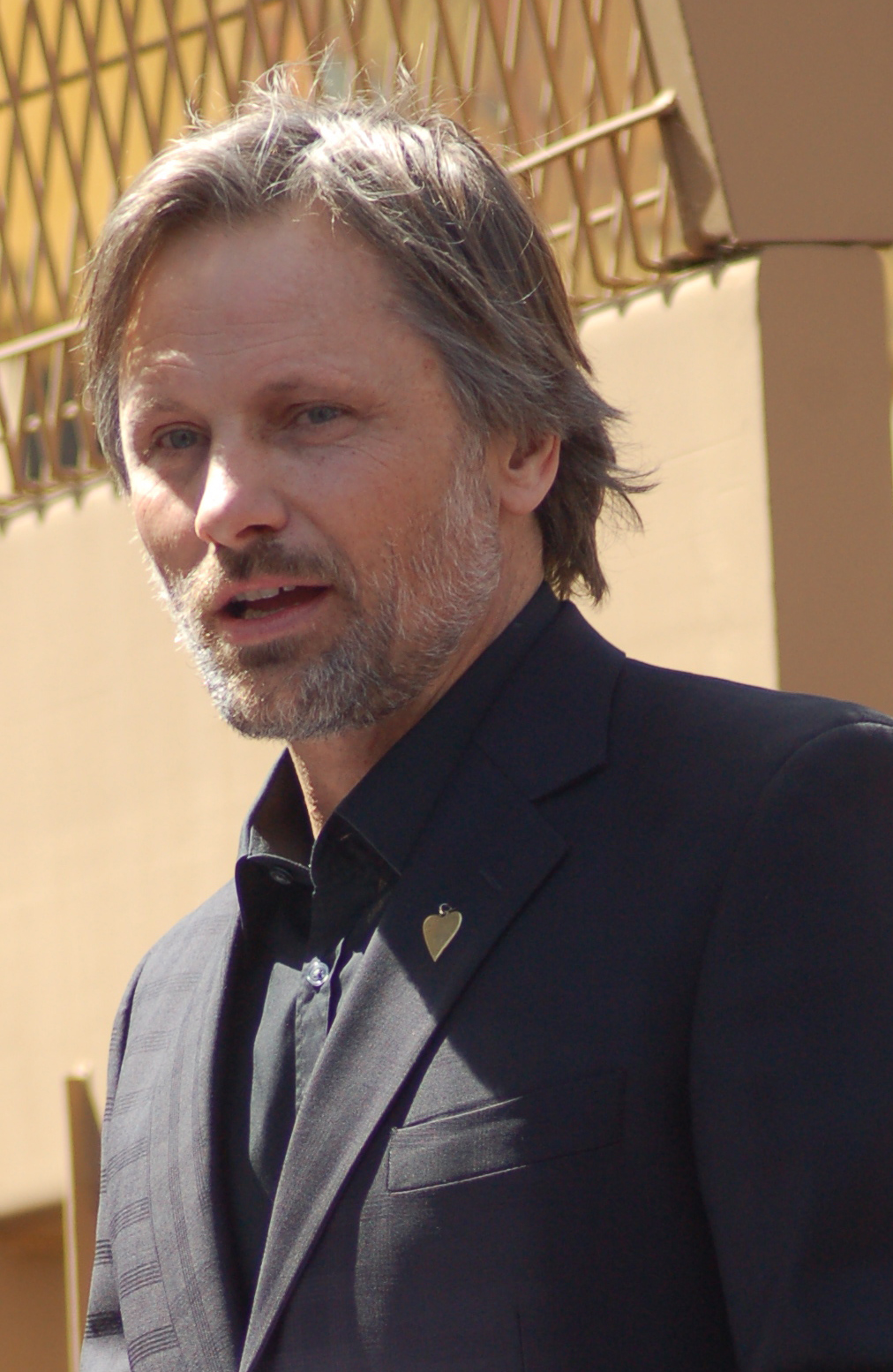
2010 рік

Мортенсен має подвійне американське та данське громадянство. Він заявляв, що виріс, розмовляючи англійською та іспанською мовами, і іноді відчуває, що, розмовляючи іспанською, він «може краще проникнути в суть справи».
Віґґо Мортенсен був одружений із вокалісткою панк-групи X Крістін (Іксен) Червенкою. Вони познайомилися в 1986 році на зйомках фільму «Порятунок!», одружилися 1987-го, розлучилися 1998 року. 28 січня 1988 в пари народився син Генрі Блейк Мортенсен.
З 2009 року він перебуває у стосунках з іспанською акторкою Аріадною Хіль. Хоча пара проживає в Мадриді, Мортенсен проводить багато часу в Сполучених Штатах, і заявив: «Я громадянин і давній мешканець Сполучених Штатів і прив'язаний до їхніх пейзажів, історії та людей» У нього є власність у Сендпойнті, штат Айдахо, і він проводить там час, коли не знімається у фільмах .
Вільний від творчості час Мортенсен воліє проводити з родиною або на самоті, не беручи участі у «світському житті».

### Спорт
Мортенсен висловлював симпатію до асоціативного футболу, хокею з шайбою та бейсболу. Серед його улюблених команд — аргентинський клуб «Сан-Лоренсо де Альмагро», англійська команда «Фулгем», іспанська команда «Реал Мадрид», турецька команда «Бешикташ», а також збірні Аргентини та Данії. Його улюблені футболісти — Дієго Марадона та Ектор «Бамбіно» Вейра. Він є фанатом «Монреаль Канадієнс» і носив футболку «Канадієнс» під своїм костюмом протягом зйомок трилогії «Володар перснів». Він також є фанатом «Нью-Йорк Метс» і в інтерв'ю, присвяченому фільму «Дорога» 2009 року, був помічений в одязі, що вказував на його підтримку команди Австралійської футбольної ліги «Коллінгвуд Магпієс». Під час виступу на «Пізньому шоу з Девідом Леттерманом» він тримав плакат, що підтримував «Нью-Йорк Джаєнтс» з НФЛ.

## Підтримка України
У 2024 році з'являвся у футболках з тризубом на низці світових кінофестивалів, зокрема в Глазго та у Карлових Варах. «Ми підтримуємо їх [українців] проти російської агресії, проти людей, які їй потурають в Росії, а особливо за її межами» — сказав актор.
У червні 2024 року за особистим бажанням приїхав до Чернівців, на кінофестиваль Миколайчук Open, де презентував свій фільм «До кінця світу».

## Фільмографія
| Рік  |    | Українська назва                   | Оригінальна назва                                 | Роль                                        |
| ---- | -- | ---------------------------------- | ------------------------------------------------- | ------------------------------------------- |
| 1984 | с  | Джордж Вашингтон                   | George Washington                                 | лейтенант Лебеф (Епізод: «#1.1»)            |
| 1985 | ф  | Свідок                             | Witness                                           | Мозес Гохлайтнер                            |
| 1985 | с  | У пошуках завтрашнього дня         | Search for Tomorrow                               | Бреґґ (Епізод: «#1.8837»)                   |
| 1985 | с  |                                    | ABC Afterschool Specials                          | Тім (Епізод: «High School Narc»)            |
| 1987 | с  | Поліція Маямі                      | Miami Vice                                        | детектив Едді Трамбулл (Епізод: «Red Tape») |
| 1987 | ф  | Порятунок                          | Salvation!                                        | Джером Стемпл                               |
| 1987 | ф  | В'язниця                           | Prison                                            | Бйорк                                       |
| 1988 | ф  | Свіжі коні                         | Fresh Horses                                      | Ґрін                                        |
| 1989 | ф  | Пастка                             | Tripwire                                          | Ганс                                        |
| 1990 | ф  | Техаська різанина бензопилою 3     | Leatherface: Texas Chainsaw Massacre III          | Текс                                        |
| 1990 | ф  | Молоді стрільці 2                  | Young Guns II                                     | Джон Вільям По                              |
| 1990 | ф  | Дзеркальна шкіра                   | The Reflecting Skin                               | Камерон Дав                                 |
| 1991 | ф  | Індіанець-утікач                   | The Indian Runner                                 | Френк Робертс                               |
| 1992 | ф  | Рубін Каїра                        | Ruby Cairo                                        | Джонні Фаро                                 |
| 1993 | ф  | Точка кипіння                      | Boiling Point                                     | Ронні                                       |
| 1993 | ф  | Шлях Карліто                       | Carlito's Way                                     | Лейлін                                      |
| 1993 | ф  | Молоді американці                  | The Young Americans                               | Карл Фрейзер                                |
| 1993 | ф  | Американський якудза               | American Yakuza                                   | Нік Дейвіс / Девід Брандт                   |
| 1994 | ф  |                                    | The Crew                                          | Філліп                                      |
| 1994 | ф  | Плутанина                          | Floundering                                       | безпритульний                               |
| 1994 | ф  | Євангеліє від Гаррі                | Gospel According to Harry                         | Вес                                         |
| 1995 | ф  | Буравчик                           | Gimlet                                            | Hombre                                      |
| 1995 | ф  | Чорний оксамитовий костюм          | Black Velvet Pantsuit                             | наркоман                                    |
| 1995 | ф  | Багряний приплив                   | Crimson Tide                                      | Вепс                                        |
| 1995 | ф  | Темний полудень                    | The Passion of Darkly Noon                        | Клей                                        |
| 1995 | ф  | Пророцтво                          | The Prophecy                                      | Люцифер                                     |
| 1996 | ф  | Альбіно Алігатор                   | Albino Alligator                                  | Гай Фукард                                  |
| 1996 | ф  | Денне світло                       | Daylight                                          | Рой Норд                                    |
| 1996 | ф  | Портрет леді                       | The Portrait of a Lady                            | Каспар Гудвуд                               |
| 1997 | тф | Невловимий                         | Vanishing Point                                   | Джиммі Ковальські                           |
| 1997 | ф  | Солдат Джейн                       | GI Jane                                           | Джон Джеймс Аргейл                          |
| 1997 | ф  | Зброя мого брата                   | La pistola de mi hermano / My Brother's Gun       | Хуаніто                                     |
| 1998 | ф  | Ідеальне вбивство                  | A Perfect Murder                                  | Девід Шоу                                   |
| 1998 | ф  | Психо                              | Psycho                                            | доктор Сем Луміс                            |
| 1999 | ф  | Прогулянка по Місяцю               | A Walk on the Moon                                | Волкер Джером                               |
| 2000 | ф  | 28 днів                            | 28 Days                                           | Едді Бун                                    |
| 2001 | ф  | Володар перснів: Братерство персня | The Lord of the Rings: The Fellowship of the Ring | Араґорн                                     |
| 2002 | ф  | Володар перснів: Дві вежі          | The Lord of the Rings: The Two Towers             | Араґорн                                     |
| 2002 | вг | Володар перснів: Дві вежі          | The Lord of the Rings: The Two Towers             | Араґорн (озвучення)                         |
| 2003 | ф  | Володар перснів: Повернення короля | The Lord of the Rings: The Return of the King     | Араґорн                                     |
| 2004 | ф  | Ідальго                            | Hidalgo                                           | Френк Гопкінс                               |
| 2005 | ф  | Виправдана жорстокість             | A History of Violence                             | Том Столл                                   |
| 2006 | ф  | Капітан Алатрісте                  | Alatriste                                         | Діего Алатрісте                             |
| 2007 | ф  | Порок на експорт                   | Eastern Promises                                  | Ніколай                                     |
| 2008 | ф  | Аппалуза                           | Appaloosa                                         | Еверет Гітч                                 |
| 2008 | ф  | Хороший                            | Good                                              | Джон Гальдер                                |
| 2009 | ф  | Дорога                             | The Road                                          | чоловік                                     |
| 2011 | ф  | Небезпечний метод                  | A Dangerous Method                                | Зигмунд Фрейд                               |
| 2012 | ф  | У дорозі                           | On the Road                                       | Вільям Барроуз                              |
| 2012 | ф  | У всіх є план                      | Everybody Has a Plan                              | Агустін / Педро                             |
| 2014 | ф  | Дволикий січень                    | The Two Faces of January                          | Честер                                      |
| 2014 | ф  | Хауха                              | Jauja                                             | Гуннар Дінесен                              |
| 2014 | ф  | Далеко від людей                   | Loin des hommes                                   | Дару                                        |
| 2016 | ф  | Капітан Фантастік                  | Captain Fantastic                                 | Бен                                         |
| 2018 | ф  | Зелена книга                       | Green Book                                        | Тоні Ліп                                    |
| 2020 | с  | Космос: можливі світи              | Cosmos: Possible Worlds                           | Микола Вавілов (Епізод: «Vavilov»)          |
| 2020 | ф  | Падіння                            | Falling                                           | Джон Пітерсон                               |
| 2022 | ф  | Злочини майбутнього                | Crimes of the Future                              | Сол Тензер                                  |
| 2022 | ф  | Тринадцять життів                  | Thirteen Lives                                    | Річард Стентон                              |
| 2023 | ф  | Еврика                             | Eureka                                            | Мерфі                                       |
| 2023 | ф  | До кінця світу                     | The Dead Don't Hurt                               | Гольґер Ольсен                              |